# Наджафкулубейли (Агджабединский район)
Наджафкулубейли (азерб. Nəcəfqulubəyli) — село в Наджафкулубейлинском административно-территориальном округе Агджабединского района Азербайджана.

## Этимология
Название села происходит от основавшего его рода Наджафкулубейли из племени карадолак.

## История
В 1926 году согласно административно-территориальному делению Азербайджанской ССР село относилось к дайре Агджабеды Агдамского уезда.
После реформы административного деления и упразднения уездов в 1929 году был образован Агджабединский сельсовет в Агджабединском районе Азербайджанской ССР.
Согласно административному делению 1961 и 1977 года село Наджафкулубейли входило в Агджабединский городской совет Агджабединского района Азербайджанской ССР.
5 октября 1999 года из Агджабединского административно-территориального округа выделен новый, Наджафкулубейлинский.
В 1999 году в Азербайджане была проведена административная реформа и внутри Наджафкулубейлинского административно-территориального округа был учрежден Наджафкулубейлинский муниципалитет Агджабединского района.

## География
Наджафкулубейли расположен в Мильской степи, на берегу реки Кура.
Село находится в 16 км от райцентра Агджабеди и в 287 км от Баку. Ближайшая железнодорожная станция — Агдам (действующая — Халадж).
Село находится на высоте 2 метра ниже уровня моря.

## Население
| Численность населения | Численность населения |
| 1999                  | 2009                  |
| --------------------- | --------------------- |
| 1018                  | ↗1169                 |

Население преимущественно занимается хлопководством, выращиванием зерна и животноводством.

## Климат
Среднегодовая температура воздуха в селе составляет +14,3 °C. В селе полупустынный климат.

## Инфраструктура
В селе расположены средняя школа, библиотека, медицинский пункт.